# XIV Reunión Interparlamentaria México-Canadá
La XIV Reunión Interparlamentaria México-Canadá, se llevó a cabo con el propósito de fortalecer lazos de cooperación parlamentaria e intercambiar puntos de vista sobre temas relacionados con ciudades responsables, asuntos laborales y seguridad en las fronteras, protección de los derechos humanos de los migrantes y medio ambiente entre Canadá y México, se realizó la XIV Reunión Interparlamentaria, los días 23 y 24 de octubre de 2006, en Ottawa, Canadá.
Los senadores y diputados mexicanos fueron recibidos por el presidente de la Cámara de los Comunes de Canadá, Peter Milliken; el presidente del Senado Canadiense, Noël A. Kinsella, y el presidente del Foro Interparlamentario de las Américas (FIPA), James Bezan. 

## Temática
En el marco de la XIV emisión de la Reunión Interparlamentaria, los legisladores mexicanos y canadienses se abocaron al análisis de temas como: 
Relaciones parlamentariasSe realizó la recapitulación de las XII y XIII Reuniones Interparlamentarias que han sostenido ambos países y las perspectivas generales de las relaciones bilaterales y políticas de Canadá y México.
CooperaciónSe discutió sobre la Alianza para la Seguridad y la Prosperidad de América del Norte (ASPAN), que se firmó en marzo de 2005, como un compromiso entre México-Estados Unidos-Canadá para lograr un desarrollo regional en América del Norte. También la cooperación multilateral, reforma de la ONU, del Consejo de Seguridad y el fortalecimiento del Derecho Internacional. En una segunda sesión sobre este rubro, se trataron los asuntos de la agenda internacional entre ellos: derechos humanos, pandemias, cambio climático y cooperación en el hemisferio.
EconómicoEl análisis se centró en los avances del Tratado de Libre Comercio de América del Norte (TLCAN), firmado en 1994 y cuyo principal objetivo ha sido incrementar los intercambios comerciales y de cooperación, la competitividad, el desarrollo humano y asuntos laborales, en este último apartado intercambiarán puntos de vista sobre los alcances que ha tenido el programa de los trabajadores temporales “Jornaleros Agrícolas”, cuyo crecimiento ha ido en aumento. De 200 trabajadores en su inicio pasó a 7 mil 549 para la temporada de 2005.

## Delegación deMéxico
La delegación mexicana fue encabezada por el senador presidente de la Junta de Coordinación Política, Santiago Creel Miranda, y la integraron los senadores: Carlos Navarrete Ruiz, PRD; Rodolfo Dorador Pérez Gavilán, PAN; Alejandro Galván Garza, PAN; Jesús María Ramón Valdés, PRI; Eloy Cantú Segovia, PRI; Silvano Aureoles Conejo, PRD; Rafael Alejandro Moreno Cárdenas, PRI, y José Luis Lobato Campos, Convergencia. Los diputados: María Sofía Castro Romero, PAN; José Guillermo Velásquez Gutiérrez, PAN, Mario Enrique del Toro, PRD, José Murat Casab, PRI; Diego Cobo Terrazas, PVEM; José Luis Aguilera Rico, Convergencia; Rodolfo Solís Parga, PT, y Humberto Dávila Esquivel, Nueva Alianza.

## Delegación deCanadá
La delegación canadiense estuvo integrada por Peter Milliken, presidente de la Cámara de los Comunes de Canadá; Noël A. Kinsella, presidente del Senado Canadiense y James Bezan, el presidente del Foro Interparlamentario de las Américas (FIPA). Así como de los senadores Rose-Marie Losier-Cool, Céline Hervieux-Payette, Michel Biron, Dan Hays y Marcel Prud'Homme; y, los diputados Johanne Deschamps, Mauril Bélanger, Pablo Rodríguez, Mario Silva y M.P. Harry Miller.

## Antecedentes
Esta Reunión Interparlamentaria tiene sus antecedentes en la XIII Reunión Interparlamentaria que se realizó los días 25 y 26 de enero de 2005, donde México fue la sede de las conversaciones. En ella se discutieron temas como agricultura, Programa de Trabajadores Temporales, cooperación, energía y multilateralismo, entre otros.

## Conclusiones
Uno de los puntos de acuerdo, postula un rechazo a la construcción del Muro fronterizo EE. UU. - México.
Así como también, la celebración conjunta de acuerdos para la seguridad fronteriza en América del Norte, la cooperación de Trabajadores Agrícolas Temporales entre Canadá y México; y, se propuso la creación del Parlamento del Norte.